# BS-3H
BS-3Hは、ゆり3号aの予備衛星として1991年4月18日に打ち上げられた静止放送衛星である。この打ち上げは、米国フロリダ州ケープカナベラル空軍基地からアトラスIロケットにより行われ、ロケットの不調によって2段目飛行中に破壊指令が送られ、BS-3Hは失われた。
本衛星はBS-2Xと同じく、米国コムサット社の子会社であるサテライト・テレビジョン社(STC)の発注により製造され、同社の事業撤退に伴いゼネラル・エレクトリック(GE)社の倉庫に保管されていた2機のうちの1機である。BS-2Xの打ち上げ失敗、ゆり3号aの不具合発生により、本衛星もNHKの発注により、BS-2Xと同様にゆりの予備衛星として改修されることとなった。